# Ars et Sapientia
Ars et Sapientia fue una revista académica cuatrimestral dedicada a la historia, el arte y la filosofía editada por la Asociación de Amigos de la Real Academia Extremeña de las Letras y las Artes. Se publicó entre los años 2000 y 2012, habiendo salido de imprenta un total de 38 números.
La revista se fundó en el año 1999 y publicó su primer número en el año 2000. Se editaban tres números al año, uno cada cuatrimestre. Cada número incluía una sección monográfica titulada «En primer plano» dedicada a un personaje histórico o a un tema de interés ligado de alguna manera con Extremadura. Entre los personajes y temas elegidos se encuentran Juan Bravo Murillo, los Reyes Católicos, Pedro Caba Landa, la Virgen de Guadalupe y Valeriano Gutiérrez Macías. Otras secciones habituales son «Patrimonio cultural», «Historia y documentación», «Etnología, cultura popular y tradición oral» y «Creación literaria y pensamiento».
La lengua de publicación es el español. Cada número tiene alrededor de 250 páginas de extensión. El número de artículos varió sensiblemente entre los distintos números publicados, oscilando entre 10 y 25 artículos en función de su longitud.
En el año 2012 la revista dejó de publicarse debido a dificultades económicas. El tercer número planeado para dicho año, estando ya preparado, no llegó a llevarse a imprenta por falta de presupuesto.